# Trecena

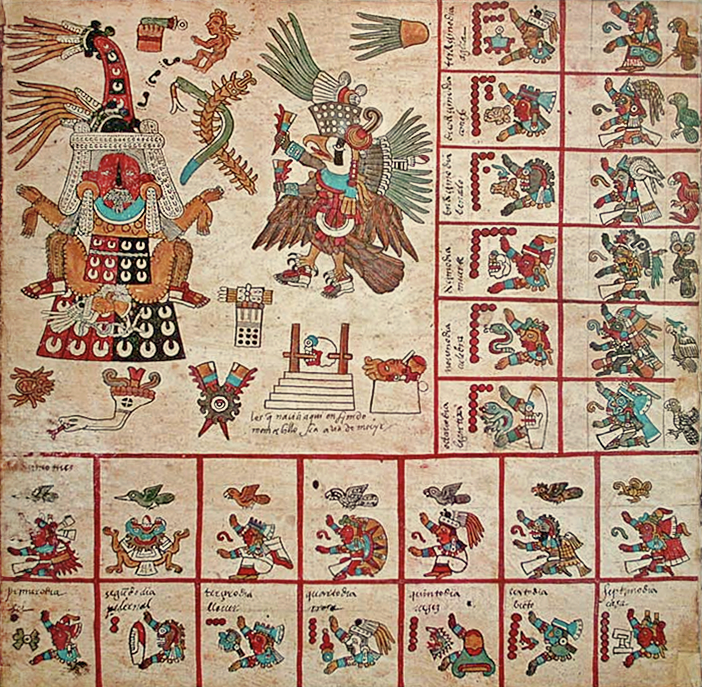
Oorspronkelijke pagina 13 van de Codex Borbonicus, toont de dertiende trecena van de Azteekse heilige kalender. Deze 13e trecena was onder toezicht van de godin Tlazolteotl die Cinteot baart, en op de hogere linkerzijde met een huid wordt getoond. De 13 dag-tekens van dit trecena, beginnende met 1 Aardbeving, 2 Vuursteen/Mes, 3 Regen, enz., worden getoond op de bodemrij en de linkerkolom.

Een  trecena  is een 13 daagse periode die gebruikt werd in de precolumbiaanse Meso-Amerikaanse kalender. Die 260 daagse kalender (  tonalpohualli ) was verdeeld in 20 trecena's van 13 dagen elk. Trecena wordt afgeleid uit Spaanse kronieken en betekent 'groep van 13' (vgl. docena, dozijn). Het wordt vooral geassocieerd met de Azteken, maar heeft verschillende namen in de kalenders van de Maya's, Zapoteken, de Mixteken, en anderen bevolkingsgroepen in de regio.
Veel bewaard gebleven Meso-Amerikaanse codices, vaak kalenders die op 260 jaardagen worden gebaseerd zoals de Codex Borbonicus, hebben een pagina die één trecena vertegenwoordigt.
Elk van de twintig trecenas in de 260 dagen cyclus werd geassocieerd met een bijzondere god:
| Trecena                 | God             |
| ----------------------- | --------------- |
| 1 krokodil – 13 Hert    | Ometeotl        |
| 1 Jaguar – 13 Dood      | Quetzalcoatl    |
| 1 Hert – 13 Regen       | Tepeyollotl     |
| 1 Bloem – 13 Gras       | Huehuecoyotl    |
| 1 Hert – 13 Slang       | Chalchiuhtlicue |
| 1 Dood – 13 Vuursteen   | Tonatiuh        |
| 1 Regen – 13 Aap        | Tlaloc          |
| 1 Gras – 13 Hagedis     | Mayahuel        |
| 1 Slang – 13 Aardbeving | Xiuhtecuhtli    |
| 1 Vuursteen – 13 Hond   | Mictlantecuhtli |

| Trecena                 | God              |
| ----------------------- | ---------------- |
| 1 Aap – 13 Huis         | Patecatl         |
| 1 Hagedis – 13 Gier     | Itztlacoliuhqui  |
| 1 Aardbeving – 13 Water | Tlazolteotl      |
| 1 Hond – 13 Wind        | Xipe Totec       |
| 1 Huis – 13 Arend       | Itzpapalotl      |
| 1 Gier – 13 Konijn      | Xolotl           |
| 1 Water – 13 Krokodil   | Chalchiuhtotolin |
| 1 Wind – 13 Jaguar      | Chantico         |
| 1 Arend – 13 Hert       | Xochiquetzal     |
| 1 Konijn – 13 Bloem     | Xiuhtecuhtli     |